# Vivica Strokirk
Vivica Strokirk, född 1792, död 1846, svensk konstnär. 
Hon fanns representerad vid Konstakademiens utställning 1806 med en teckning i crayon av "En stjelk med vindrufvor och blad".  
Hon var dotter till brukspatronen Elias Strokirk.